# Eva Pinkelnig
Eva Pinkelnig est une sauteuse à ski autrichienne, née le 27 mai 1988 à Dornbirn. Elle remporte ses premières victoires dans la Coupe du monde en 2020.

## Carrière
Avec deux ans de pratique du saut à ski, Eva Pinkelnig entre dans l'équipe nationale en 2014 et commence à participer à la Coupe du monde lors de la saison 2014-2015. Elle y dispute ses premiers Championnats du monde à Falun avec comme résultat une huitième place individuelle. Elle possède à son actif plusieurs top 10 (septième du général) avec comme plus haut classement une quatrième place à Rasnov lors de la saison 2014-2015.
En décembre 2015, elle obtient son premier podium individuel en terminant troisième du concours de Niznhy Tagil. 
Pendant deux saisons, du fait de blessures notamment, elle n'est plus au contact des meilleures, manque la qualification olympique en 2018 et doit attendre la saison 2018-2019 pour retrouver les podiums. Elle y est notamment deux fois troisième à Lillehammer et Trondheim. Aux Championnats du monde de Seefeld en Autriche, elle prend la médaille d'argent à l'épreuve par équipes féminine et celle par équipes mixte et est cinquième en individuel.
Lors de la saison 2019-2020, Pinkelnig montre la meilleure forme de sa carrière, montant sur le podium à dix reprises en Coupe du monde, dont trois fois sur la plus haute marche, à Sapporo avec plus de dix points d'avance sur Maren Lundby (numéro une mondiale), puis à Zao (deux victoires), où elle devance notamment Chiara Hölzl pour le premier doublé autrichien en Coupe du monde. Elle ajoute aussi deux victoires en compétition par équipes. Elle se classe troisième du classement général, remporté de nouveau par Maren Lundby.
En décembre 2020, elle chute à l'entraînement à Seefeld, et doit se faire opérer pour une rupture à la rate.

## Palmarès

### Championnats du monde
| Épreuve / Édition  | Falun 2015                       | Seefeld 2019                     | Planica 2023 | Trondheim 2025 |
| Petit tremplin     | 8e                               | 5e                               | Argent       |                |
| Grand tremplin     | Épreuve inexistante à cette date | Épreuve inexistante à cette date |              |                |
| Par équipes        | Épreuve inexistante à cette date | Argent                           | Argent       | Argent         |
| Par équipes mixtes |                                  | Argent                           |              |                |

### Coupe du monde
- 1 gros globe de cristal en 2023.
- 47 podiums individuels : 16 victoires, 14 deuxièmes places et 17 troisièmes places.
- 4 podiums par équipes : 2 victoires, 1 deuxième place et 1 troisième place.
- 3 podiums en Super Team : 1 victoire et 2 troisièmes places.
- 4 podiums par équipes mixte : 1 victoire, 1 deuxième place et 2 troisièmes places.

#### Victoires
| Année     | Lieu |
| 2019-2020 | Sapporo (Japon), Zao (Japon) ×2                                                                                      |
| 2022-2023 | Wisła (Pologne), Villach (Autriche) x2, Ljubno (Slovénie), Zao (Japon), Hinzenbach (Autriche)                        |
| 2023-2024 | Garmisch-Partenkirchen (Allemagne), Sapporo (Japon), Ljubno (Slovénie), Hinzenbach (Autriche) x2, Planica (Slovénie) |
| 2024-2025 | Villach (Autriche)                                                                                                   |

#### Classements en Coupe du monde
| Année | Classement général final |
| 2015  | 7e                       |
| 2016  | 15e                      |
| 2017  | 60e                      |
| 2018  | 43e                      |
| 2019  | 6e                       |
| 2020  | 3e                       |
| 2021  | 27e                      |
| 2022  | 15e                      |
| 2023  | 1re                      |
| 2024  | 2e                       |

### Coupe continentale
- 1 victoire en 2019.

### Championnats d'Autriche
Elle remporte le titre national individuel en 2018.